# Réflectance totale atténuée
 (janvier 2016).
La réflectance totale atténuée (ATR de l'anglais Attenuated Total Reflectance) est une technique en spectroscopie infrarouge, ou plus précisément spectroscopie infrarouge à transformée de Fourier (FTIR), permettant de déterminer les liaisons chimiques d’un échantillon. Elle est basée sur le principe optique de la réflectance, phénomène optique bien connu. Cette méthode ne nécessite que très peu de préparation de l’échantillon, et permet d'analyser aussi bien les liquides que les solides.

## Description de la technique
En infrarouge, un faisceau de longueur d’onde comprise entre 2,5 et 25 μm traverse un échantillon. Selon la longueur d’onde et l’analyte, des transitions vibrationnelles peuvent être engendrées, ce qui a pour effet de faire vibrer les liens chimiques. Ceux-ci sont caractérisés par leur bande d’absorption qui est propre à chaque liaison. Ainsi, l’intensité du faisceau émis en fonction de la longueur d’onde permet d’obtenir un spectre de l’analyte. 
L’ATR se sert du phénomène de réflexion, lorsqu’un faisceau passe d’un milieu dense à un milieu moins dense. La fraction du faisceau incident reflété augmente lorsque l’angle d’incidence devient plus grand. Au-delà d’un certain angle, la réflexion est complète (ou totale). Il a été démontré que durant la réflexion du faisceau, celui-ci pénétrait d’une courte distance dans le milieu le moins dense. La profondeur de pénétration dépend des indices de réfraction des deux milieux, de la longueur d’onde utilisée et de l’angle du faisceau incident vis-à-vis de l’interface. L’onde qui pénètre dans le milieu moins dense est appelée l’onde évanescente. Ainsi, lors de la réflexion totale du faisceau incident d’un milieu dense à moins dense, il y a perte d’intensité du signal, due à l’onde évanescente qui pénètre dans le milieu moins dense, alors la réflexion totale est atténuée. Le milieu dense utilisé en ATR est un cristal d’indice de réfraction élevé, pouvant aller jusqu’à 4.01. Le milieu moins dense est l’échantillon à analyser. Celui-ci est déposé sur le cristal. Ainsi, lors de la pénétration du faisceau incident dans le cristal, celui-ci subit une réflexion totale atténuée à l’interface entre le cristal et l’échantillon, avant d’être capté par le détecteur
La technique permet d’analyser solides et liquides. Les solides doivent bien épouser toute la surface de contact du cristal. Les polymères, les peintures, les vernis pour ne citer que ceux-ci sont des produits qui peuvent être analysés. En ce qui concerne les poudres, comme dans le domaine de la pharmacologie, il est possible de les analyser. La déposition de l’analyte sur le cristal ne pose pas de problème, mais c’est le contact qui pourrait faire défaut et offrir de mauvais résultats. Le paramètre idéal pour un solide serait d’être légèrement flexible pour bien uniformiser la surface de contact avec le cristal.
Pour les liquides, les solutions aqueuses, les liquides absorbants, les solutions biologiques, pour ne citer que ceux-ci, sont des exemples de liquides qui pourraient être analysés.

## Théorie
Lorsque le faisceau subit une réflexion à l’interface cristal-échantillon, celui-ci est réfracté par le cristal suivant la loi de Snell-Descartes :
{\displaystyle n_{0}\,\sin(\theta )=n_{s}\,\sin(\varphi )}
Ici, n0 est l’indice de réfraction du cristal et θ est l’angle d’incidence du cristal. ns est l’indice de réfraction du second matériel (analyte) et φ est l’angle de réfraction du second matériel.
Au point d'incidence du faisceau sur le substrat, une onde pénètre de quelques micromètres à travers l’échantillon, c'est l’onde évanescente. Une partie de l’énergie est dissipée et la réflexion est atténuée. L’intensité de la lumière réfléchie en IR est mesurée par un détecteur de réflexion. On appelle I0 l’intensité réfléchie par un matériau non absorbant pris comme référence. La réflectance R est obtenue par l’équation suivante  
{\displaystyle R={\frac {I_{R}}{I_{0}}}}
Il est établi que la profondeur de pénétration (dp) des ondes évanescentes dans l’échantillon dépend de la longueur d’onde λc dans le cristal, de l’angle d’incidence du faisceau par rapport à la normale à l’intérieur du cristal et des indices de réfraction du cristal et de l’échantillon (ns et nc).

## Description des composants
Les éléments composant l’ATR se résument principalement aux cristaux avec lesquels la technique s'utilise. Tout d’abord, il existe de nombreux cristaux comme ZnSe, TlBr, AgCl, diamant, germanium… Ces cristaux ont plusieurs points communs. Ils sont transparents, afin de laisser passer le faisceau infrarouge sans l’altérer. Ils possèdent des indices de réfraction élevés, exemple le diamant avec 2.43. Ce qui leur permet de répondre au principe optique de réflectance avec des échantillons dont l’indice de réfraction est inférieur (la majorité des composés chimiques) à celui du cristal. Ordinairement, il est possible de trouver sur le marché plusieurs tailles de cristal. La plus connue mesure 25 × 10 × 2 mm et ne permet qu’une seule réflexion. Alors que d’autres tailles permettent d’augmenter l’intensité d’absorption en augmentant le nombre de réflexions dans le cristal.
Les cristaux les plus utilisés sont ZnSe, le germanium et le diamant
Le sélénium de zinc est celui qui coûte le moins cher. Il est idéal pour analyser les liquides, les pâtes non abrasives et les gels. Ce composé n’est pas particulièrement robuste pour des pH compris entre 5-9. De plus, le sélénium de zinc se raye facilement.
En ce qui concerne le germanium, il est le cristal utilisé ayant l’indice de réfraction le plus élevé (4.01). Cela veut dire aussi que la profondeur de l’onde pénétrant dans l’échantillon sera beaucoup moins grande, environ 1 µm. Pour certains analytes, cela peut aboutir en un spectre un peu moins défini. Par contre, le germanium est capable d’analyser des échantillons dans une échelle plus large de pH, pouvant être utilisé pour faire l’analyse d’acide faible et de produit alcalin.
Pour ce qui est du diamant, il est le meilleur cristal utilisable pour cette technique. Car, il est robuste et durable, ce que le sélénium de zinc et le germanium ne sont pas. Ces deux substrats sont rayables et cassables plus facilement avec un usage inapproprié. Mais, il est important de noter que le prix du diamant est plus dispendieux que les deux autres.
Afin de bien analyser l’échantillon, le cristal en maintenu en place par une pression, de type mécanique (par exemple, une pince ou un bras). Cela assure, la position du substrat, mais améliore aussi le contact échantillon-cristal. Car si l’échantillon n’est pas en contact avec le cristal, il n’y aura aucune lecture faite par le faisceau infrarouge et donc une mauvaise analyse.

## Applications
L’ATR a ouvert de nouvelles possibilités dans l’analyse infrarouge. Au contraire de l’analyse par transmittance, l’ATR offre une pénétration limitée dans l’échantillon. Ce qui permet de ne pas atténuer le signal et d’être capable d’analyser des échantillons plus absorbant, comme dans certaines solutions aqueuses. Ainsi, l’analyse de fluide biologique est possible, comme pour des protéines solubles dans l’eau. Dans le domaine pharmaceutique, la technique se retrouve pour évaluer les interactions des liaisons des protéines entre elles et leurs environnements et/ou médications.
De plus, le fait que l’onde ne pénètre que de quelques microns dans l’échantillon permet aussi de faire de la caractérisation de surface, comme dans le cas des matériaux. L’avantage de l’ATR dans la préparation de l’échantillon permet de faire des analyses sur des échantillons bruts. Ce qui permet au domaine médico-légal d’être plus efficace dans leurs recherches de preuves.

## Avantages et inconvénients
La réflectance totale atténuée comporte certains avantages par  rapport aux  autres techniques d’examen des échantillons, en infrarouge. Un échantillon peut être analysé directement dans leur état naturel, ne nécessitant pas de préparation préalable. Ce qui assure une préparation d’échantillon minimale. Le nettoyage de l’accessoire est simple et rapide. Les pastilles utilisées ne sont pas fabriquées avec des sels, mais avec des cristaux inertes, insensibles à l’humidité et à la plupart des solvants. D’un autre côté, ces substrats sont beaucoup plus dispendieux que les pastilles de sels. Il existe des cellules d’ATR pouvant travailler en température sur des composés sensible, comme des peroxydes, des acides… . C’est une technique non destructrice, qui est qualitative, mais qui peut être quantitative, aussi. Elle peut être très reproductible, à condition de bien choisir la sensibilité de l’appareil. Cela peut être vu comme un avantage, car la reproductibilité est recherchée. Mais aussi comme un inconvénient. Lorsque la sensibilité est trop élevée, la quantification devient plus difficile. L’ATR est idéal pour de nombreux échantillons, comme des échantillons épais, des échantillons très absorbants, des échantillons solides et liquides.                                                   